# یواس‌اس هولدن (۴۰۱بی)
یواس‌اس هولدن (۴۰۱بی) (به انگلیسی: USS Commodore (401B))، که با نام آر.تی.اس هولدن هم شناخته می‌شود، یک کشتی تمرینی نیروی دریایی ایالات متحده آمریکا بود که قابلیت شناوری واقعی و انجام سفرهای دریایی را نداشت. این کشتی در مرکز آموزشی نیروی دریایی ایالات متحده واقع در بینبریج، مریلند ساخته شد.
هولدن ۴۰۱بی با اسلحه‌ها و تجهیزات عملیاتی مسلح شده بود، اما فاقد موتور بود. این موضوع، به کشتی اجازه می‌داد تا محل امنی برای تمرین ملوانان در جریان جنگ جهانی دوم و اوایل جنگ سرد باشد.